# Sunny (film, 2011)
Pour les articles homonymes, voir Sunny.
Pour plus de détails, voir Fiche technique et Distribution.
Sunny (hangeul : 써니 ; RR : Sseoni) est un film dramatique sud-coréen écrit et réalisé par Kang Hyeong-cheol, sorti en 2011.

## Synopsis
Alors qu'elle rend visite à sa mère à l’hôpital de Séoul, une femme élégante y retrouve une amie d'enfance qui souffre du cancer. Elle décide alors de chercher ses anciennes amies, les membres du groupe baptisé « Sunny » dont elles faisaient partie dans les années 1980 et qui s'est séparé à la suite d'un accident survenu à l'école. Tous ses souvenirs d'adolescence refont alors surface, en même temps qu'elle commence sa recherche…

## Fiche technique
- Titre original : 써니
- Titre international : Sunny
- Réalisation : Kang Hyeong-cheol
- Scénario : Kang Hyeong-cheol
- Décors : Lee Yo-han
- Costumes : Chae Kyeong-wha
- Photographie : Lee Hyeong-deok
- Montage : Nam Na-yeong
- Musique : Kim Joon-seok
- Production : Ahn Byeong-ki
- Société de production : Toilet Pictures
- Société de distribution : CJ E&M Pictures
- Pays d'origine :  Corée du Sud
- Langue officielle : coréen
- Format : couleur - 2.35 : 1 - 35 mm
- Genre : Comédie dramatique
- Durée : 124 minutes
- Date de sortie :
  - Corée du Sud : 4 mai 2011 (nationale) ; octobre 2011 (Festival international du film de Busan)
  - France : 13 octobre 2011 (Festival du film coréen à Paris)[1]

## Distribution
- Yoo Ho-jeong : Na-mi, adulte
- Sim Eun-kyeong : Na-mi, jeune
- Jin Hee-kyeong : Choon-hwa, adulte
- Kang So-ra : Choon-hwa, jeune
- Go Soo-hee : Jang-mi, adulte
- Kim Min-yeong : Jang-mi, jeune
- Hong Jin-hee : Jin-hee, adulte
- Park Jin-joo : Jin-hee, jeune
- Lee Yeon-kyeong : Geum-ok, adulte
- Nam Bo-ra : Geum-ok, jeune
- Kim Bo-mi : Bok-hee, jeune
- Min Hyo-rin : Soo-ji, jeune
- Chun Woo-hee : Sang-mi
- Cha Tae-hyun

## Production

### Développement
En plein scénario, à tout hasard, l'imagination est survenue au réalisateur Kang Hyeong-cheol grâce à une vieille photo de sa mère : « (…) je pense qu'elle a dû faire quelque chose très intéressante dans sa vie, comme moi », s'inspirant « surtout de l’histoire de ma mère, de son enfance, son adolescence ».
Quant au titre du film, il choisit immédiatement « Sunny » après avoir entendu à la radio ce morceau repris par Boney M.

### Tournage
Le tournage débute en septembre 2010.

## Accueil

### Sortie nationale
Sunny sort le 4 mai 2011 en Corée du Sud. En octobre 2011, il est présenté au Festival international du film de Busan et Festival du film coréen à Paris.
Le 28 juillet 2011, sa version longue sort aux écrans.

### Box-office
| Pays ou région | Box-office        | Date d'arrêt du box-office | Nombre de semaines |
| -------------- | ----------------- | -------------------------- | ------------------ |
| Corée du Sud   | 7 373 387 entrées | 9 octobre 2011             | 21                 |

En fin juillet 2011, Sunny attire près de 7 000 000 spectateurs en Corée du Sud.

## Distinctions

### Récompenses
- KOFRA Film Awards 2011 : Meilleure réalisation pour Kang Hyeong-cheol
- Grand Bell Awards 2011 :
  - Meilleure réalisation Kang Hyeong-cheol
  - Meilleur montage pour Nam Na-yeong
- Mnet 20's Choice Awards 2011 : Meilleure performance féminine de l'année pour Kang So-ra
- Buil Film Awards 2011 : Meilleure nouvelle actrice pour Kang So-ra
- Style Icon Awards 2011 : Groupe de l'année pour Kang So-ra, Kim Min-yeong et Park Jin-joo
- Baeksang Arts Awards 2012 : Prix de la popularité féminine pour Kang So-ra